# The Times Group
The Times Group, aussi appelé Bennett, Coleman and Co. Ltd. est la plus grande entreprise indienne de médias de masse. La société reste une entreprise familiale perpétuée par les descendants de la famille Sahu Jain, qui contrôle majoritairement le groupe. En 2011, The Times Group compte 11 000 employés ainsi qu'un chiffre d'affaires s'élevant à 1,5 milliard de dollars.

## Historique
La première édition du Times Group paraît le 3 novembre 1838 en tant que The Bombay Times and Journal of Commerce.